# Gynoplistia salgadoi
Gynoplistia salgadoi är en tvåvingeart som beskrevs av Alexander 1971. Gynoplistia salgadoi ingår i släktet Gynoplistia och familjen småharkrankar. Inga underarter finns listade i Catalogue of Life.